# Ralph Kronig
Pour les articles homonymes, voir Kronig.
Ralph de Laer Kronig (né le 10 mars 1904 à Dresde  et mort le 16 novembre 1995 à Zeist) est un physicien germano-américain. Il est renommé pour sa découverte du spin des particules élémentaires et pour sa théorie concernant la spectrométrie d'absorption des rayons X. Ses théories comprennent le modèle de Kronig-Penney, la transition de Coster-Kronig et les relations de Kramers-Kronig.

## Biographie
Ralph Kronig (plus tard Ralph de Laer Kronig) nait le 10 mars 1904 à Dresde, en Allemagne. Il reçoit son éducation primaire et secondaire à Dresde, puis se rend à New York pour étudier à l'Université Columbia, où il obtient son doctorat le 7 février 1925.
Le 9 janvier 1925, Kronig arrive à Tübingen puis passe les 10 mois suivants à l'Institut Niels-Bohr. Lorsqu'il reçut une lettre de Wolfgang Pauli expliquant la nécessité d'attribuer à chaque électrons d'un atome quatre nombres quantiques, Kronig trouva l'idée d'un électron en rotation sur lui-même. Mais Pauli ridiculisa la notion de spin : « C'est sûrement une idée très astucieuse, lui dit Pauli, mais la nature n'est pas comme ça. » Découragé, Kronig ne publia pas son idée.
En décembre 1925 Ralph Kronig retourne à New York, où il rejoint le département de physique de l'université Columbia en janvier 1926, d'abord comme professeur, puis comme professeur adjoint.
En 1927, Kronig quitte définitivement l'Amérique pour travailler dans différents centres de recherche de premier plan à Copenhague, Londres et Zurich (où il est durant un an l'assistant de Pauli). Vers 1930, il s'installe aux Pays-Bas et travaille à partir de 1931 à l'université de technologie de Delft, en tant que professeur associé puis à partir de 1939 en tant que professeur, poste qu'il tient jusqu'à sa retraite en 1969. La médaille Max-Planck lui fut attribué en 1962. Il meurt à Zeist, le 16 novembre 1995 à l'âge de 91 ans.

## Publications
- Correspondence with Niels Bohr, 1924–1953.
- Textbook of physics. Under the editorship of R. Kronig in collaboration with J. De Boer [and others] With biographical notes and tables by J. Korringa.
- The optical basis of the theory of valence / by R. de L. Kronig
- Band spectra and molecular structure / by R. de L. Kronig
- Oral history interview with Ralph de Laer Kronig, 1962 November 12